# 安倍晴道
安倍 晴道（あべ の はるみち）は、平安時代後期の貴族・陰陽師。安倍兼吉の子。初名は兼時。官位は正五位下・陰陽権助兼天文博士。

## 経歴
晴道の祖父・安倍円弼は安倍吉平の子とされているが、実子ではなく吉平の父・安倍晴明の門人が安倍氏一族に加えられたとする説がある。官職的には振るわなかったが、安倍氏嫡流の安倍泰長・政文親子が相次いで没し、政文の弟である15歳の安倍泰親が急遽後継者に立てられると、一族の中で技能に優れた晴道が泰親を元服させ、陰陽道を伝授した。このため、晴道は泰親と共に安倍氏の氏長者としての立場を認められていた。ところが、長承元年（1132年）になって政文の遺児が晴明以来の安倍氏の土御門邸を売却し、それを知った晴道が買い取ろうとしたために、既に23歳となり既に陰陽師として独り立ちしていた泰親が異論を挟んで晴道と相論になった。なお、泰親は九条兼実に対して晴道は藤原頼長の前で彗星の解釈を誤ったと非難しており、このことは晴道およびその一族の台頭に対する嫡流家側の危機感を窺わせる。
晴道の没後、泰親が氏長者としての地位を回復させるが、晴道の子孫は「晴道党」と呼ばれて嫡流に対抗する勢力へと成長し、安倍宗明（実質はその子・広賢）を祖とする「宗明流」と共に嫡流を脅かす存在となった。